# تشارلي براون (ملاكم)
تشارلي براون (بالإنجليزية: Charlie Brown)‏ (16 أبريل 1958 بفيلادلفيا في الولايات المتحدة - ) هو ملاكم أمريكي، صنّف ضمن فئة وزن الخفيف.

## وصلات خارجية
- تشارلي براون على موقع بوكس ريك (الإنجليزية) (registration required)